# Танго месса
Танго-месса, или «Месса из Буэнос-Айреса» (англ. «Misatango», «Misa a Buenos Aires») — католическая месса для солистов, хора, бандонеона и оркестра в стиле Танго нуэво, написанная аргентинским композитором Мартином Палмери в 1996 году. Мировая премьера состоялась 17 августа 1996 года — национальный симфонический оркестр Кубы Sinfonica Nacional de Cuba исполнил Танго-мессу в Буэнос-Айресе под руководством Фернанда Альвареса. В июне 1997 года танго-месса была записана в Лиепае, Латвия.
В декабре 2000 года, по просьбе маэстро Марио Бензекри, новая версия для симфонического оркестра была впервые представлена в Аудитории Юридической школы UBA, в виде концерта, который транслировался по всей стране на 7 канале в рамках цикла UBA. TV.
Произведение было представлено в Кордове, Мендосе, Нью-Йорке, Фрайбурге (Германия), Сан-Петесбурге, Барселоне, Пайе-де-Савойя (Франция), Жоао Пессоа (Бразилия), Тенерифе, Вене, … (Италия) и других городах под руководством из мастеров Роберто Лувини, Алехандро Рутти, Фернандо Альварес, Питер Кодериш, Марио Бенцекри, Нестор Андреначи, Джозеф Пратс, Мартин Палмери, Карлос Флорес, Анжела Бургоа, Лигия Амадио и Брача Уокман, Эмир Саул и других.
В России Танго месса была впервые исполнена в 2007 году в Санкт-Петербурге хором и оркестром Санкт-Петербургского государственного университета под управлением Эдуарда Кротмана.

## Создание
Месса из Буэнос-Айреса была создана Палмери, вдохновленным музыкой аргентинского композитора Астора Пьяццоллы. В ней традиционное шестичастное католическое богослужение на латинском языке сочетается со стилистическими особенностями танго. Сама же мелодия, гармония и ритмические структуры соответствуют особенностям музыкальной культуры Южной Америки. Особенностью произведения является использование бандонеона — разновидности гармоники — который был сильно любим Пьяццоллой. Партия бандонеона выступает в качестве то главной мелодической линии, то ритмической основы, что позволяет сохранить «душу танго».
Во всех частях танго-мессы сохраняется мелодичное и эмоционально выразительное разнообразие, что обеспечивается сочетанием древних латинских литургических текстов и повседневной музыки родины Палмери. Сам автор отмечает, что пытался объединить типические стилевые элементы танго и выразительность хорала, оживить сакральный текст тембральным многообразием и проникновенностью, которую даёт специфическое звучание бандонеона. Данный инструмент в своём звучании отражает характерные элементы танго, которые дают эмоциональную наполненность произведению, передавая меланхолию, радость жизни, а также постоянное «трещащее» напряжение. Особенности бандонеона, такие как сильные шумы, но в то же время радостные меланхолические звуки, позволяют передать эмоции литургического текста: боль, печаль от Распятия Иисуса, радость от его Воскрешения, страх мучений ада и просьбы о мире. Также атмосферу дополняют струнное сопровождение, фортепиано, насыщенные вокальные партии меццо-сопрано и красочное звучание хора, что даёт огромный спектр эмоциональных и драматических возможностей.
По словам самого Палмери, он использует два своих самых важных мастерства — в качестве хормейстера и аранжировщика танго — с намерением объединить музыкальные элементы и стилистические особенности типичного аргентинского танго с интимным хоральным выражением Ординария, не нарушая характер жанра. Таким образом, хотя он видит огромный спектр технических и выразительных возможностей хора, он, тем не менее, сохраняет определённую дистанцию от типичных звуков танго.
С другой стороны, танго, для которого характерны такие контрасты, как мягкая мелодичность и зажигательный ритм, долгое время считалось злым и было запрещено церковью. Поэтому сочетание солидной католической литургии и ритмичного латиноамериканского танца на первый взгляд кажется неочевидным.
В своём сочинении Палмери смог полностью освободить хор от ответственности за характеристики танго, позволив ему тем самым полностью реализовать себя в тексте мессы.

## Состав исполнителей
Партитура Танго-мессы включает:
- Меццо-сопрано
- Смешанный хор
- Бандонеон
- Фортепиано
- Струнный оркестр

## Структура мессы
Структурой танго-мессы, как и любой другой мессы, является ординарий, то есть текст католического богослужения, состоящий из следующих частей:
I. Kyrie eleison — Господи, помилуй
II. Gloria — Слава
III. Credo — Верую
IV. Sanctus — Свят
V. Benedictus — Благословен
VI. Agnus Dei — Агнец божий